# Bansko
Bansko (en búlgaro: Ба̀нско) es una ciudad búlgara, capital del municipio homónimo en la provincia de Blagóevgrad. Es un centro de deportes invernales situado a los pies del monte Pirin a una altitud de 925 metros sobre el nivel del mar.
La ciudad fue el lugar de nacimiento del poeta búlgaro Nikola Vaptsarov y de Paisio de Hilandar (algunas veces en disputa) y Neofit Rilski. 

## Principales puntos de interés
- La iglesia de la Santísima Trinidad o Sveta Troitsa: Iglesia fundada en 1832 por el mecenazgo de los mercaderes de Bansko.
- Casa-Museo de Neofit Rilski: Antigua casa del sacerdote del siglo XIX. En ella se exhiben los logros de Rilski, elementos personales y fotografías.
- Casa Velyanov: Casa construida para el artista Velyan Ognev en el siglo XIX.
- Museo de los iconos: En este pequeño museo se representan obras de la escuela de pintores de iconos de Bansko. El principal pintor de la escuela, Vishanov Molera.
- Casa-Museo de Nikola Vaptsarov: Casa del poeta Nikola Vaptsarov (1909-1942) que contiene un pequeño museo en honor a su figura que contiene elementos personales, cartas y una muestra de su obra.

## Galería

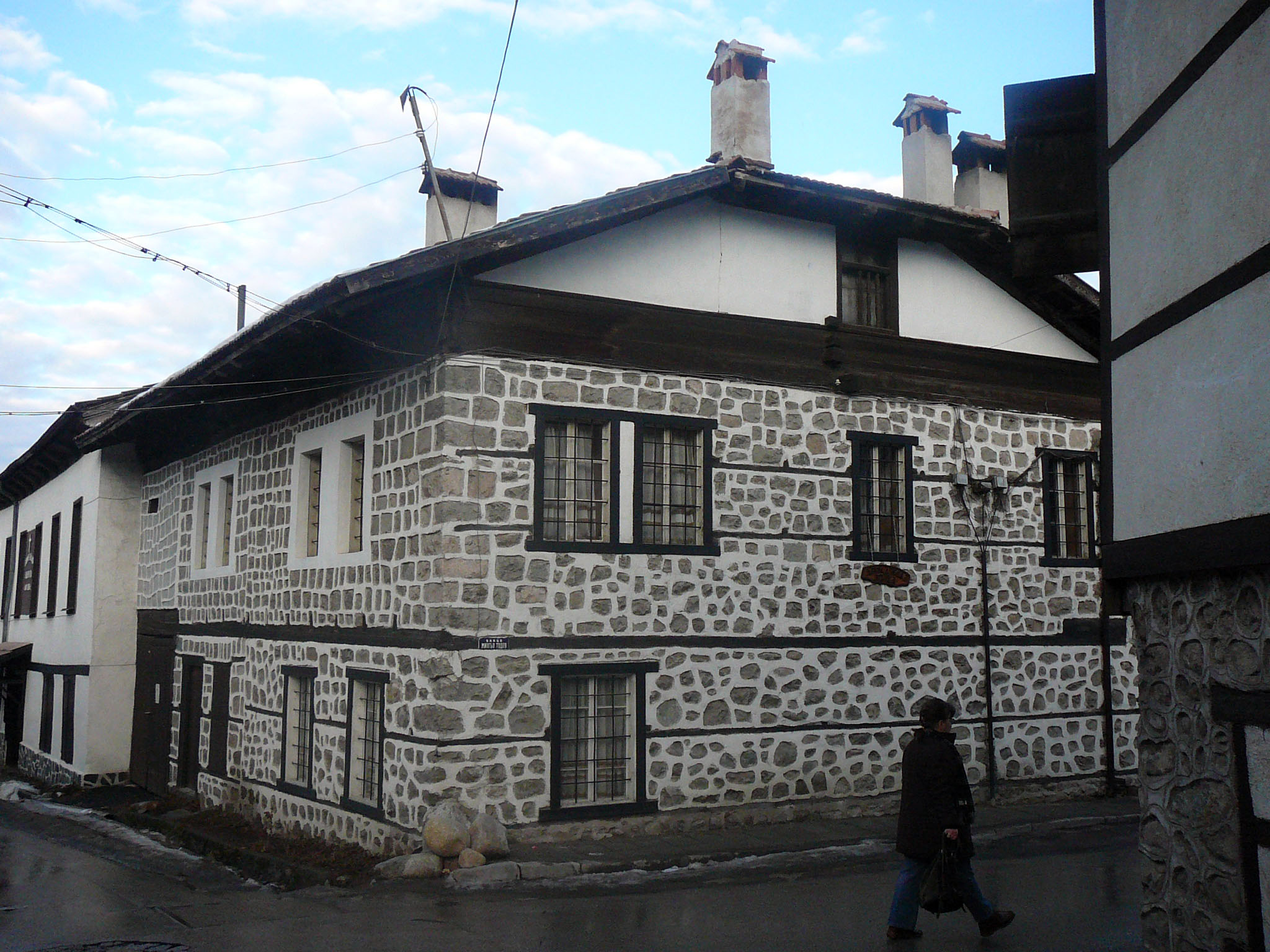
Casa tradicional de montaña
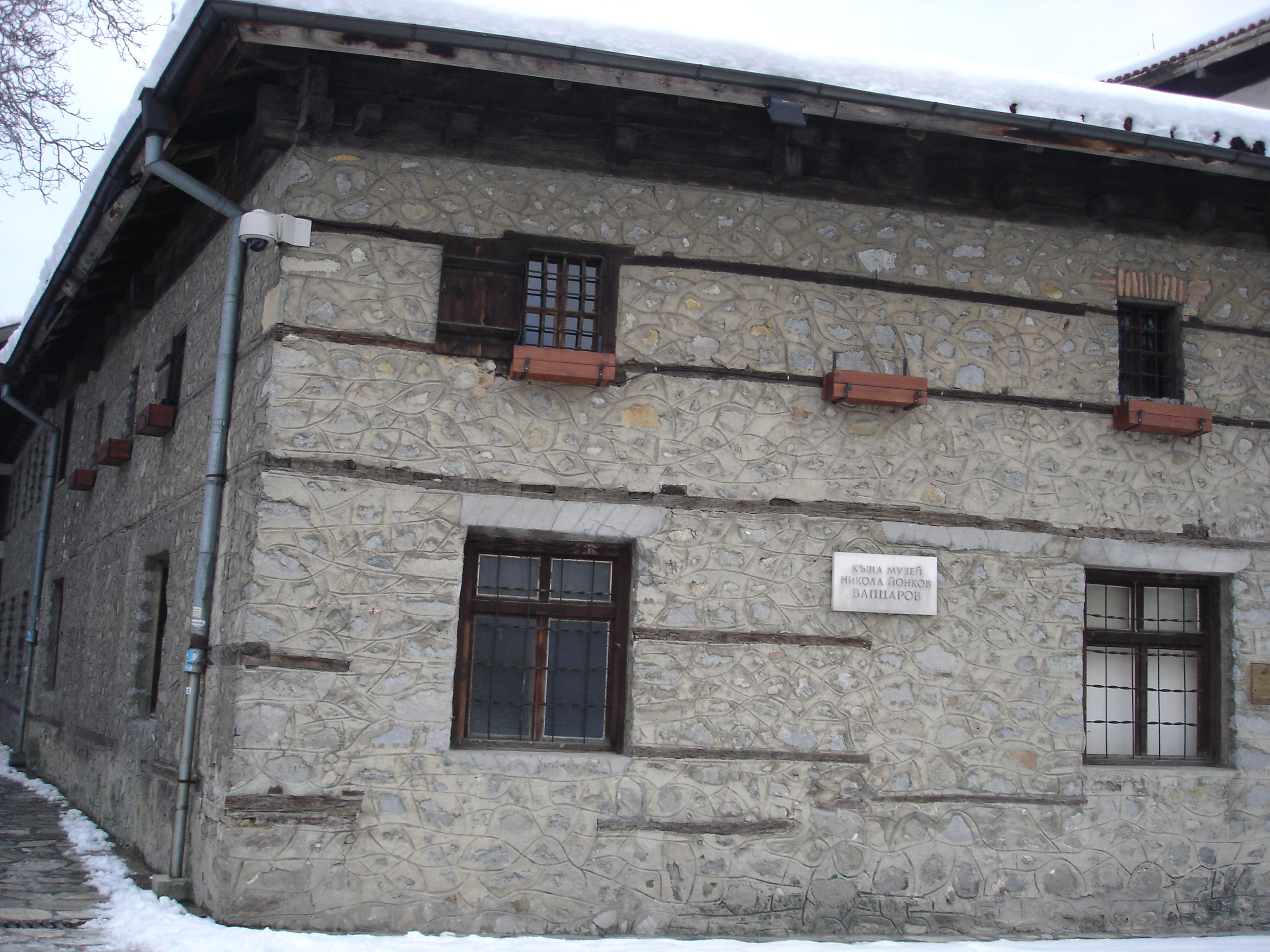
Casa-museo de Nikola Vaptsarov
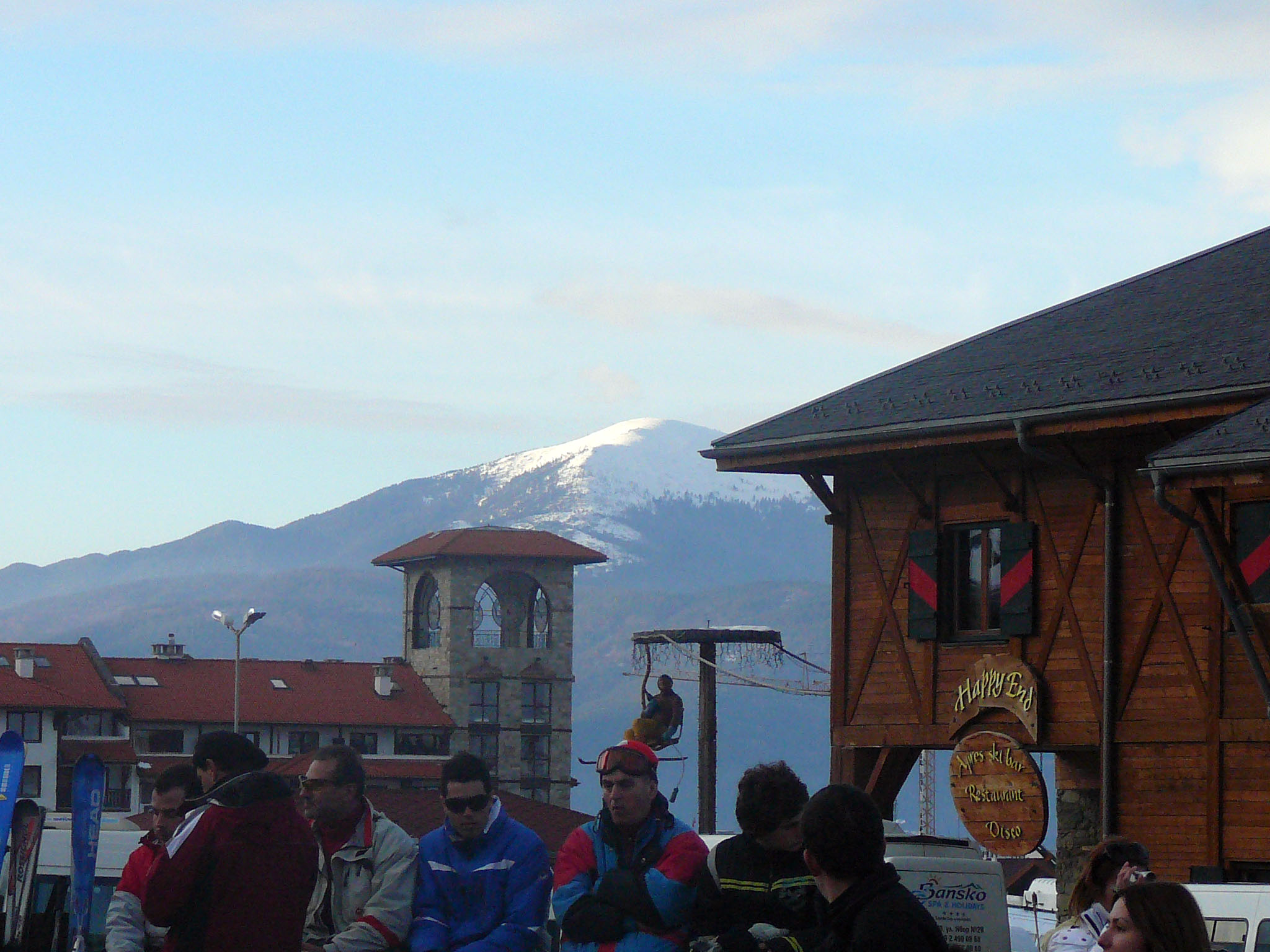
Esquiadores
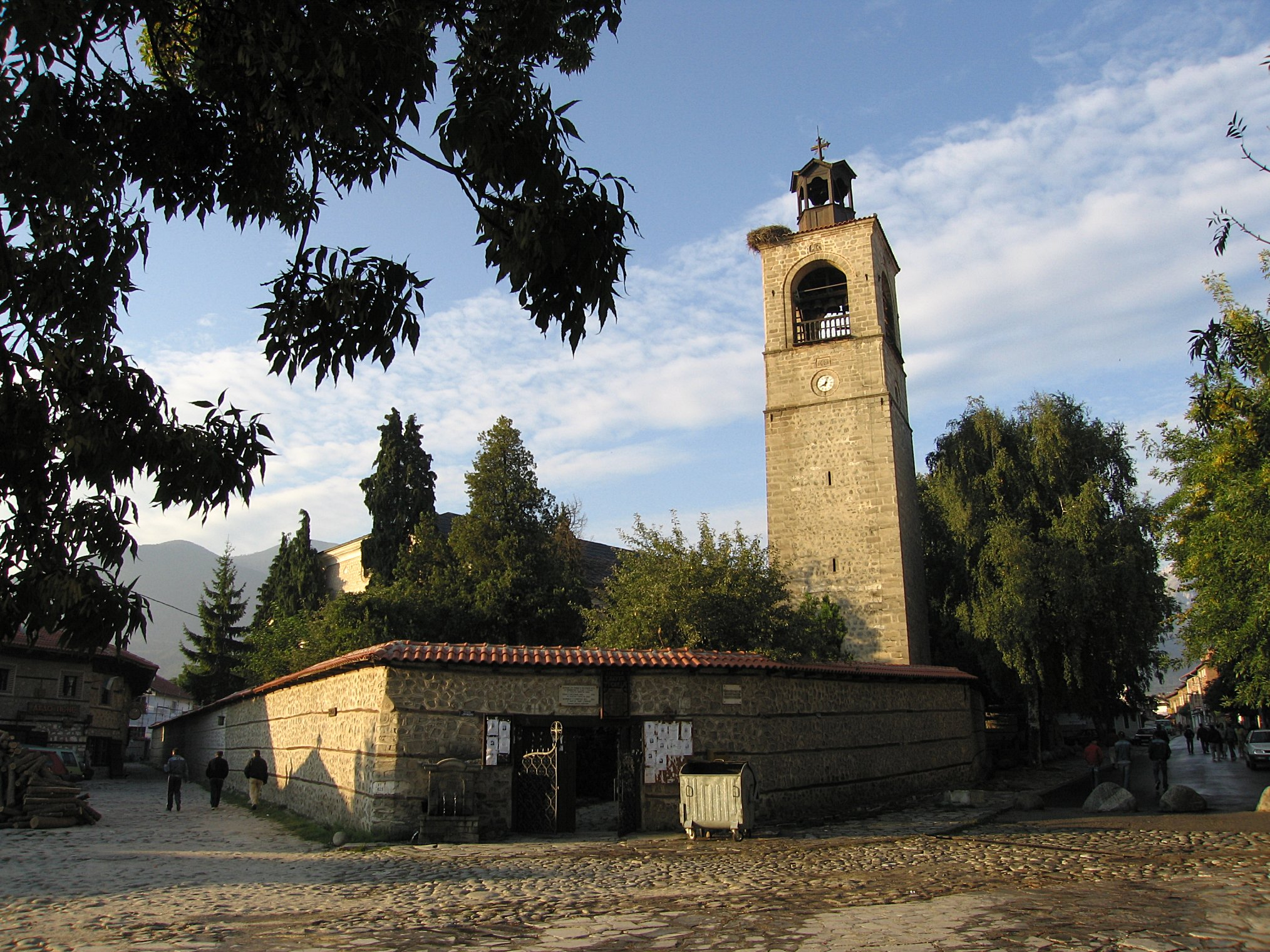
Iglesia de la Santísima Trinidad de Bansko